# Banderes de Catalunya
Les banderes que han representat Catalunya a través de la història són diverses, i s'han utilitzat per a diverses funcions. Totes elles es poden trobar en antics dibuixos, tapissos o quadres.

## Banderes segons l'ús

### Senyera Reial

Senyera Reial, en un principi privativa del monarca, però més tard utilitzada com a símbol dels diversos països que conformaven la Corona.

La Senyera Reial és la tradicional de quatre barres vermelles en fons groc i prové de l'emblema heràldic del llinatge dels comtes de Barcelona, un dels més antics d'Europa, posat sobre tela. L'adoptaren els seus descendents com a comtes de Provença, comtes de Foix, al segle xii, com a reis de Mallorca el XIII i com a reis d'Aragó després que la branca principal de la família succeís a Ramir el Monjo en el regne d'Aragó el 1137. A partir de Jaume I es coneixerà com a "bandera reial" o "senyal reial". A les cròniques medievals de Desclot i Muntaner, senyal dels reis d'Aragó i a partir de finals del XIV s'alternarà la denominació amb la de bandera de Catalunya. A partir del segle xix i la Renaixença, el catalanisme n'afermà la seva identificació com a Bandera Nacional de Catalunya, però en general hom l'anomena simplement "la senyera".

### Bandera de la Generalitat

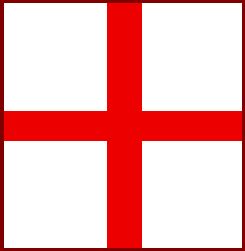
Bandera de Sant Jordi.

La bandera de la Generalitat de Catalunya és la creu de Sant Jordi.
En tots els edificis pagats per la Generalitat de l'edat mitjana, com per exemple el mateix Palau o la Coronela, hi és representat l'escut de Sant Jordi.
Pere el Cerimoniós, en carta al seu germà Ferran, del 6 de febrer de 1359 indica que "...havam ordenat que totes les companyies de cavall tinguen, el dia de batalla, sobresenyals a senyal de Sent Jordi, E axí, manam-vos e us pregam que façats fer per vos matex e semblantment féts fer a cascú dels vostres dits los sobresenyals, que sien blancs de tot ab la Creu vermella".
L'utilitzaven els regiments de la Coronela dependents del govern de la Generalitat, fins a 1714.
Les mides i proporcions de les banderes de la Generalitat eren: bandera quadrada de 2 x 2 m. aproximadament. El pal de la creu equivalent a 1/9 de la llargada.

### Bandera Negra
La bandera negra era un símbol de resistència o lluita a ultrança. L'any 1305 els almogàvers, durant la seva campanya a Grècia, van enarborar una bandera negra a Gal·lípoli mentre aquesta ciutat on s'havien fet forts era assetjada pels seus enemics. Durant la Guerra dels Segadors al segle xvii, com queda clar en el vell romanç dels segadors quan diu:
“El bisbe els va beneir 

amb la mà dreta i l'esquerra. 

On és vostre capità, 

quina és vostra bandera?” 

Varen treure el bon Jesús, 

tot cobert amb un vel negre, 

varen treure el bon Jesús, 

tot cobert amb un vel negre. 

“Aquí és nostre capità, 

aquesta és nostra bandera. 

A les armes catalans, 

que ens han declarat la guerra.” 
Durant la Guerra de Successió, al segle xviii, la bandera negra fou usada novament. El 1705, als inicis de la guerra, i quan feia ja 400 anys justos que l'havien usat els almogàvers a Grècia, s'hissà la bandera negra al capdamunt del castell de Montjuïc de Barcelona. Aquesta primera bandera hissada durant la Guerra de Successió duia escrit el següent text: "Mort o els nostres privilegis conservats". Durant la guerra, els regiments reclutats a Cardona duien com a ensenya la bandera negra. Anys més tard, en la mateixa guerra, durant el setge de Barcelona de 1714, i quan hi havia poques senyeres a la ciutat, s'optà per usar banderes negres que duien gravat com a lema el text següent: "Vèncer o Morir" o "Viurem Lliures o Morirem", amb calavera o sense. Després de la guerra, els guerrillers austriacistes resistents al règim borbònic, la continuaren utilitzant.
Arribats al segle xix, el general carlí Ramon Cabrera va enarborar una bandera negra amb una calavera com a símbol de resistència a ultrança durant el setge de Morella de 1838 i hi va restar onejant allà dos anys seguits fins al 1840.

### Bandera de Santa Eulàlia
La bandera de Santa Eulàlia era la bandera de guerra. La infanteria la utilitzava en versió senzilla de fons blanc i aspes en vermell, però n'existia una d'adornada i pintada a l'Ajuntament de Barcelona.

### Bandera de la marina mercant

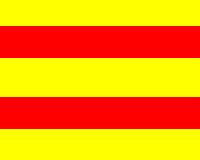
Bandera de la marina mercant.

La bandera de la marina mercant catalana era formada per dues faixes horitzontals vermelles sobre fons groc.

### Bandera del Bisbat de Barcelona
La bandera del Bisbat de Barcelona era una creu blanca sobre fons vermell.

### Bandera de la marina de guerra
Constituïda per 3 barres d'atzur sobre camp de plata en diagonal, va ser l'estendard de l'almirall Roger de Llúria des que el rei Jaume II disposà que totes les naus catalanes l'enarboressin com a pavelló distintiu, reservant la senyera quadribarrada per al vaixell reial. Les monarquies dels Trastàmara i dels Borbons van perseguir i castigar els corsaris que l'usaven. L'any 1931, la Generalitat la feu enarborar en les seves embarcacions de vigilància costanera.
Durant la guerra del 1936, algunes embarcacions de milicians la mostraren amb l'estel roig. A partir de 1939, però, la seva exhibició i possessió fou castigada per considerar-la un símbol independentista i republicà. En canvi l'escut del R.C.D. Espanyol es basà en aquesta bandera.